# Oscar Schlegelmilch (фабрика порцеляни)
Фа́брика порцеля́ни «Óscar Schlégelmilch» (нім. Porzellanfabrik Schlegelmilch) — фабрика з виробництва порцеляни у німецькому місті Ланґевізен, Тюрингія.

## Історія
Виробництво засноване у 1892 році. На підприємстві працювало близько 200 працівників. Головним чином вироблялись вази, кавові і чайні сервізи.
У 1953 році підприємство було націоналізоване владою НДР. Чисельність працівників сягала 225 осіб. Продукція експортувалась до країн Північної і Південної Америки, Північної Європи і на Балкани.
У 1972 році фабрику було закрито. Частина працівників знайшла роботу на новому підприємстві фірми «Henneberg» в Ільменау.
У місті Ланґевізен діє постійна виставка, що розповідає про історію підприємства, а також показує широкий асортимент продукції одного з найбільших за всю історію міста промислових виробництв.

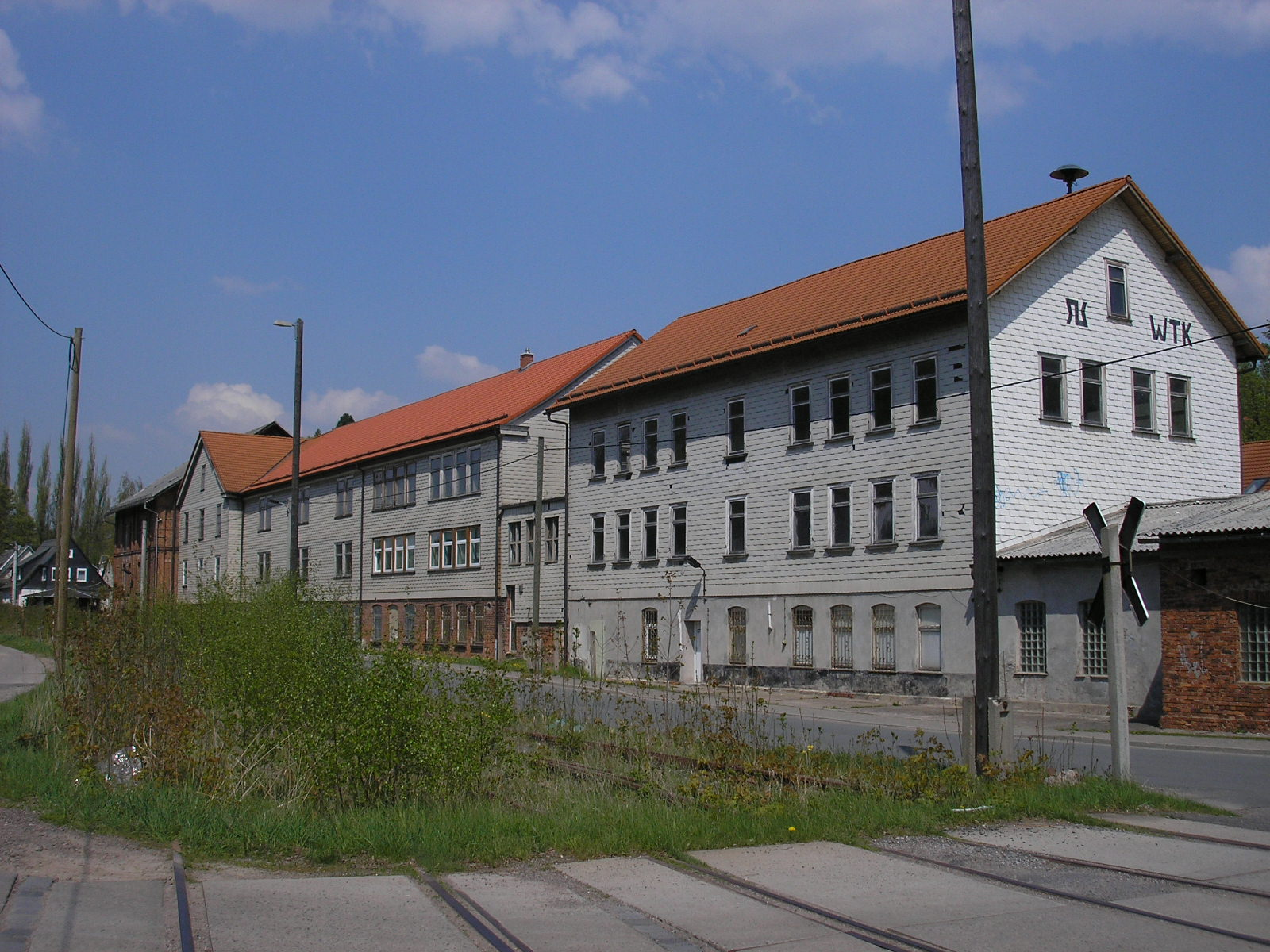
Колишня будівля фабрики порцеляни
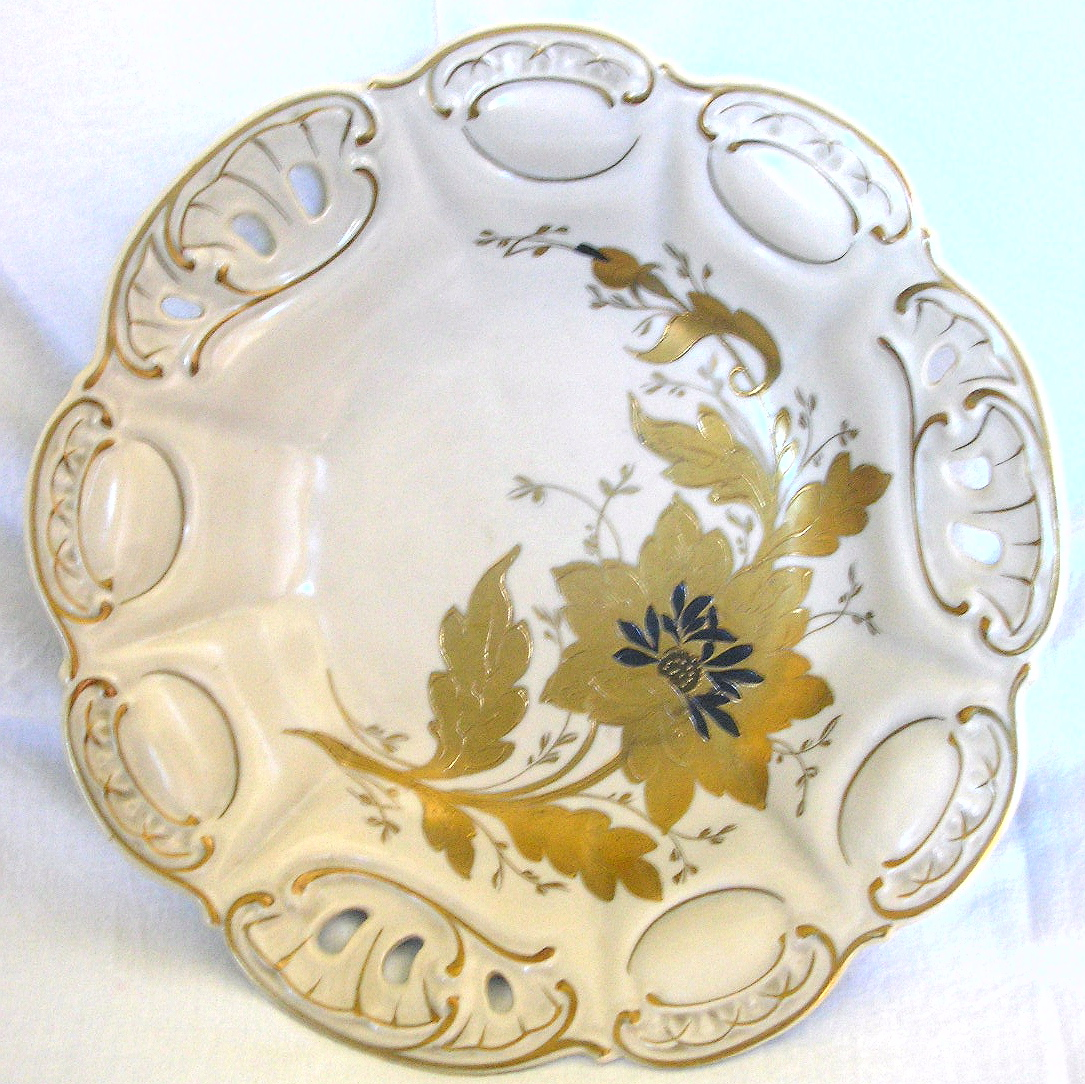
Зразок продукції підприємства